# Тебо, Франклин
Франклин Деголль Тебо Ученна (англ. Franklin Degaulle Tebo Uchenna; род. 15 января 2000, Абуджа) — нигерийский футболист, защитник сербского клуба «Црвена звезда». Выступал за сборную сборную Нигерии.

## Клубная карьера
Начинал заниматься футболом в клубе «Диджитал Фут», а затем в Академии Вако. В 2019 году начал профессиональную карьеру в столичной «Абудже», выступавшем во втором нигерийском дивизионе. Перед сезоном 2019/2020 стал игроком «Насарава Юнайтед», представляющей Премьер-лигу. В первый год принял участие в 13 встречах чемпионата Нигерии. В следующем сезоне несколько раз признавался лучшим игроком матча и попадал в команду тура, занял вместе с командой четвёртое место в турнирной таблице и дошёл до финала кубка страны.
7 августа 2021 года перешёл в шведский клуб «Хеккен», заключив арендное соглашение, рассчитанное на один сезон. 26 сентября дебютировал в чемпионате Швеции в матче с «Хаммарбю», заменив на 36-й минуте получившего травму Густава Берггрена.
В августе 2025 года футболист перешёл в сербскую «Црвену звезду».

## Карьера в сборной
В июне 2021 года получил вызов в национальную сборную Нигерии на товарищеский матч с Мексикой. 3 июля дебютировал в её составе, появившись на поле на 66-й минуте встречи вместо Адекнле Аделеко.

## Клубная статистика
| Выступление      | Выступление      | Выступление      | Лига | Лига | Кубки | Кубки | Конт. кубки | Конт. кубки | Итого | Итого |
| Клуб             | Лига             | Сезон            | Игры | Голы | Игры  | Голы  | Игры        | Голы        | Игры  | Голы  |
| ---------------- | ---------------- | ---------------- | ---- | ---- | ----- | ----- | ----------- | ----------- | ----- | ----- |
| Хеккен           | Алльсвенскан     | 2021             | 2    | 0    | 0     | 0     | 0           | 0           | 2     | 0     |
| Хеккен           | Итого            | Итого            | 2    | 0    | 0     | 0     | 0           | 0           | 2     | 0     |
| Всего за карьеру | Всего за карьеру | Всего за карьеру | 2    | 0    | 0     | 0     | 0           | 0           | 2     | 0     |

## Статистика в сборной
| Матчи и голы Франклина Тебо за национальную сборную Нигерии | Матчи и голы Франклина Тебо за национальную сборную Нигерии | Матчи и голы Франклина Тебо за национальную сборную Нигерии | Матчи и голы Франклина Тебо за национальную сборную Нигерии | Матчи и голы Франклина Тебо за национальную сборную Нигерии | Матчи и голы Франклина Тебо за национальную сборную Нигерии |
| №                                                           | Дата                                                        | Оппонент                                                    | Счёт                                                        | Голы                                                        | Соревнование                                                |
| ----------------------------------------------------------- | ----------------------------------------------------------- | ----------------------------------------------------------- | ----------------------------------------------------------- | ----------------------------------------------------------- | ----------------------------------------------------------- |
| 1                                                           | 3 июля 2021                                                 | Мексика                                                     | 0:4                                                         | 0                                                           | Товарищеский матч                                           |

Итого:1 матч и 0 голов; 0 побед, 0 ничьих, 1 поражение.